# Municipio de Silver Lake (Nebraska)
El municipio de Silver Lake (en inglés: Silver Lake Township) es un municipio ubicado en el condado de Adams en el estado estadounidense de Nebraska. En el año 2010 tenía una población de 96 habitantes y una densidad poblacional de 1,03 personas por km².

## Geografía
El municipio de Silver Lake se encuentra ubicado en las coordenadas 40°23′12″N 98°33′46″O / 40.38667, -98.56278. Según la Oficina del Censo de los Estados Unidos, el municipio tiene una superficie total de 93.33 km², de la cual 93,24 km² corresponden a tierra firme y (0,1 %) 0,09 km² es agua.

## Demografía
Según el censo de 2010, había 96 personas residiendo en el municipio de Silver Lake. La densidad de población era de 1,03 hab./km². De los 96 habitantes, el municipio de Silver Lake estaba compuesto por el 94,79 % blancos, el 5,21 % eran de otras razas. Del total de la población el 5,21 % eran hispanos o latinos de cualquier raza.